# Ferdynand Dworzaczek
Ferdynand Gotard Karol Dworzaczek (ur. 5 maja 1804 w Człuchowie, zm. 1877 w Topoli Królewskiej pod Łęczycą) – lekarz, przyrodnik i filozof.
Był jednym z pierwszych przyrodników polskich, którzy zajęli się filozofią. Napisał artykuł p.t. Rzecz dotycząca filozofii medycyny, w którym wykazał doniosłość różnych gałęzi filozofii dla studiów lekarskich.

## Życiorys
Był synem Wacława i Józefy z Hubów, właścicieli fabryki. Początkowo uczył się w szkole w Złotowie. Około 1818 przeprowadził się do Warszawy. Po ukończeniu Collegium Nobilium pijarów w Warszawie zapisał się na wydział filologiczny Uniwersytetu Warszawskiego (UW). Świadectwo dojrzałości otrzymał w Płocku. W latach 1823–1826 studiował na wydziale lekarskim UW. W latach 1827–1829 kontynuował studia w Berlinie i Lipsku, a następnie w Paryżu i w Wilnie.  W Wilnie na podstawie pracy łac. De morbis culis syphiliticis otrzymał 28 czerwca 1830 dyplom doktora medycyny i chirurgii. W czasie powstania listopadowego w 1831 był lekarzem wojskowym i praktykował w Warszawie. W czasie epidemii cholery odznaczył się wielkim poświęceniem i za działalność w wojsku został odznaczony Krzyżem Złotym Orderu Virtuti Militari. W latach 1831–1835 dokształcał się w Getyndze, Heidelbergu i Paryżu. Po powrocie do Warszawy został naczelnym lekarzem w Szpitalu Ewangelickim; był jednym z nauczycieli Tytusa Chałubińskiego.  W 1847 ociemniał i wyjechał do Topoli Królewskiej, wsi którą dzierżawił. Przestał prawie całkowicie prowadzić praktykę lekarską i zajmował się filozofią, w tym filozofią medycyny. 
Był członkiem honorowym Poznańskiego Towarzystwa Przyjaciół Nauk.